# Ruslana Stepanivna Lyzhychko
Ruslana Stepanivna Lyzhychko (tiếng Ukraina: Руслана Степанівна Лижичко, IPA: [rʊsˈlɑnɐ steˈpɑn⁽ʲ⁾iu̯nɐ lɪˈʒɪtʃko]; sinh ngày 24 tháng 5 năm 1973), hay đơn danh là Ruslana, là một ca sĩ, nhạc sĩ sáng tác bài hát, vũ công, nhà sản xuất, nữ diễn viên, nhà hoạt động và cựu chính trị gia người Ukraina. Cô là thí sinh giành ngôi quán quân của giải Âm nhạc Thế giới và Eurovision Song Contest, nắm giữ danh hiệu Nghệ sĩ nhân dân Ukraina. Cô cũng là nguyên nghị sĩ quốc hội, từng làm phó chủ tịch quốc hội Ukraina (Verkhovna Rada) cho Đảng Ukraina của chúng ta. Ruslana là Đại sứ thiện chí của UNICEF ở Ukraina giai đoạn 2004–2005. Cô được ghi nhận là nghệ sĩ nữ solo người Ukraina thành công nhất trên thị trường quốc tế và nằm trong tốp 10 nhân vật nữ giàu ảnh hưởng nhất năm 2013 của tạp chí Forbes. Bộ trưởng Ngoại giao Hoa Kỳ ghi danh cô bằng giải quốc tế cho Phụ nữ dũng cảm vào tháng 3 năm 2014. Cô được vinh danh là công dân danh dự ở quê hương Lviv và được đề cử cho danh hiệu Anh hùng Ukraina.
Cô còn là ca sĩ, nhạc sĩ sáng tác bài hát, nhà sản xuất, chỉ huy dàn nhạc, nghệ sĩ chơi nhiều nhạc cụ, vũ công, diễn viên lồng tiếng và nhà hoạt động xã hội. Cô đã tự sáng tác, biên soạn và sản xuất các bài hát và video âm nhạc của mình. Từ 28 tháng 12 năm 1995, cô kết hôn với nhà sản xuất nhạc Ukraina Oleksandr Ksenofontov. Kể từ năm 1993, họ cùng điều hành công ty Luxen Studio chuyên sản xuất trailer phát thanh và phim điện ảnh.
Ruslana là nghệ sĩ đầu tiên của Liên Xô cũ chính thức nhận được đĩa bạch kim, album Dyki tantsi của cô đã bán hơn 170.000 bản chỉ trong 100 ngày đầu tiên phát hành. Đây là album tiếng Ukraina bán chạy nhất tính đến nay, bản gốc cùng bản tiếng Anh đã bán hơn 500.000 tính riêng ở Ukraina.
Cô giành ngôi quán quân cuộc thi Eurovision Song Contest 2004 với bài hát "Wild Dances" - ca khúc nhận được 280 điểm, kỷ lục của chương trình lúc bấy giờ. Sau khi giành ngôi quán quân, cô trở nên nổi tiếng ở châu Âu và trở thành một trong những ngôi sao nhạc pop lớn nhất đến Đông Âu. Bài hát giúp cô giành chiến thắng "Wild Dances" đã thống trị các bảng xếp hạng châu Âu trong 97 tuần, có lúc giành vị trí quán quân ở Bỉ trong 10 tuần liên tiếp. Ca khúc đoạt ngôi quán quân Eurovision của cô cũng nằm trong album tuyển tập chính thức mang tên The Very Best of Eurovision nhân kỷ niệm 60 năm tổ chức cuộc thi.
Danh mục sáng tác của cô gồm các bài hát chủ yếu được thể hiện bằng tiếng Ukraina và tiếng Anh, song cô cũng thu các bản cover bằng tiếng Tây Ban và tiếng Latinh.

## Thân thế
Ruslana sinh ngày 24 tháng 5 năm 1973 tại Lviv, Ukraine, có cha người Ukraina tên là Stepan Lyzhychko và mẹ người Nga tên Nina Sapegina. Cô lớn lên ở tỉnh Lviv, Oblast. Nhờ sự động viên của mẹ, từ lúc bốn tuổi Ruslana đã theo học một trường nhạc thể nghiệm và đi hát ở các ban nhạc khác nhau, gồm ban nhạc thuần hát Horizon, ban nhạc Orion và nhóm nhạc thiếu nhi Usmishka (Smile). Với Usmishka, Ruslana biểu diễn tại một buổi hòa nhạc lớn ở sân vận động Druzhba vào năm 1989. Một trong những nghệ sĩ diễn chính ở buổi hòa nhạc đó là Vasyl Zinkevych (Nghệ sĩ nhân dân Xô viết Ukraina), và ông đã để ý tài năng của cô. Cuối buổi hòa nhạc, Zinkevych mời cô lên sân khấu và tuyên bố trước 15.000 khán giả: "Hãy nhớ cô ca sĩ nhí này, đồng hương của các bạn. Bạn sẽ thấy: cô bé nhất định sẽ trở thành một ngôi sao đích thực." Sau khi tốt nghiệp trung học, Ruslana đăng ký vào Học viện âm nhạc quốc gia Lviv, rồi tốt nghiệp với chuyên ngành nghệ sĩ dương cầm cổ điển và chỉ huy dàn nhạc thính phòng vào năm 1995.

## Sự nghiệp âm nhạc

### Đầu sự nghiệp
Ruslana bắt đầu sự nghiệp với tư cách thí sinh chiến thắng cuộc thi hát Slavianski Bazaar ở Vitebsk, Belarus vào năm 1996 bằng bài hát Oj, letili dyki husi. Cùng năm ấy, cô nằm trong số các thí sinh được đề cử cho giải Ca sĩ Ukraina của năm và video âm nhạc (MV) của bài Dzvinkyi Viter (Wind Bells) được trao giải Video của năm. Từ lúc bắt đầu sự nghiệp, nhà sản xuất của Ruslana là Oleksandr Ksenofontov (chống của cô sau này, họ kết hôn vào năm 1995).
Năm 1997, Ruslana bắt đầu làm Christmas with Ruslana – dự án truyền hình Giánh Sinh dầu tiên của Lyviv với quy mô toàn quốc, gồm video clip của bài Ballad of a Princess -video âm nhạc hoạt hình đầu tiên mà một ca sĩ Ukraina thực hiện.
Album đầu tiên của cô Myt Vesny – Dzvinkyi Viter (A Moment of Spring – Wind Bells) ra mắt vào năm 1998, và nhận được lời khen từ giới phê bình.
Tuy nhiên, phải đến năm 1998, cô mới được nhiều khán giả công nhận hơn với bài hát Svitanok (Sunrise) và album Myt' Vesny – Dzvinkyj Viter Live. Svitanok là video âm nhạc kinh phí lớn đầu tiên của Ukraina. Năm 1998, Ruslana được trao giải Nhân vật của năm, bài hát Svitanok được trao giải Bài hát của năm và cả videom âm nhạc đi kèm của năm. Nửa sau năm 1998, cô tổ chức một tour từ thiện nhằm gây quỹ để phục chế các lâu đài cũ ở Tây Ukraine. Tour đã gặt hài thành công và nhờ có những nỗ lực của Ruslana, Lâu đài Zolochiv đã được phục dựng.

## Danh sách đĩa nhạc
| - 1998: Myt' Vesny – Dzvinkyj Viter - 1999: Ostannie rizdvo 90-kh - 2001: Najkrashche - 2002: Dobryi vechir, tobi... - 2003: Dyki Tantsi - 2006: Tance s vlky - 2008: Amazonka - 2012: Eyforiya - 2013: Miy Brat!(razom!) | - 2004: Wild Dances - 2005: Wild.Club'in - 2008: Wild Energy - 2013: My Boo (Together!) |

### DVD
- 1998: Rizdvo z Ruslanoju (Giáng Sinh với Ruslana)
- 1999: Ostannje Rizdvo 90-h (Giáng Sinh cuối của thập niên 90)
- 2002: Rizdvjani Legendy (Huyền thoại Giáng Sinh)
- 2003: Na Rizdvo do L'vivs'kogo (Giáng Sinh với L'vivians)
- 2008: Wild Energy. Amazon. Wild Dances

### Đĩa đơn quốc tế
- Ty (1998)
- Myt' Vesny (1998)
- Svitanok (1998)
- Balada pro princessu (1998)
- Kolyskova (1998)
- Znaju Ja (2000)
- Proschannya z disko (2001)
- Dobryi vechir, tobi... (2002)
- Kolomyjka (2003)
- Oj, Zagraimy, Muzychenku (2003)
- Wild Dances (2004)
- Dance with the Wolves (2004)
- Ring Dance with the Wolves (2005)
- The Same Star (2005)
- V rytme serdtsa (2005)
- Dyka Enerhija (2006)
- Moon of Dreams (hợp tác với T-Pain) (2008)
- Vohon' chy lid (Vse ne te)(2008)
- Silent Angel (2008)
- Wow (2011)
- Sha-la-la (2011)
- Davaj hraj (2012)
- Tse – Ey-phori-Ya (2012)
- Rachmaninov (2013)
- It's Magical (2017)
- My viter (2020)
- Lirnytsia (2023)

### Audio
- Phỏng vấn Ruslana  từ chương trình All Things Considered của NPR, 7 tháng 4 năm 2008